# Aleramo

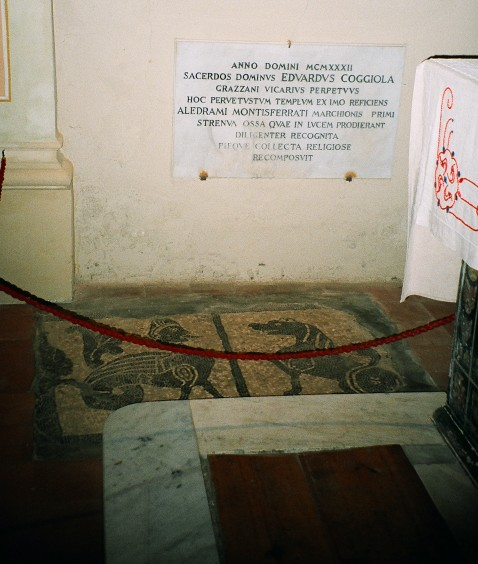
Nagrobek Aleramo w klasztorze w Grazzano Badoglio, zawierający motyw mitologiczny - walczące bestie. Był restaurowany w XVI i XX wieku

Aleramo (ur. w X wieku - zm. między 967 a 991 rokiem) – markiz Montferratu i Saluzzo na pewno od 938 do 967 z synem Wilhelmem II i być może między 967 a 991 razem z młodszym synem Otto I. Faktyczny założycieli dynastii Aleramitów, panującej w Montferracie do 1305 roku.
Był najstarszym synem Wilhelma I, trzeciego markiza Montferratu o prawdopodobnie frankijskich korzeniach, z pierwszego małżeństwa z nieznaną z pochodzenia kobietą. Jego ojciec zmarł między 961 a 967 rokiem, ale już w 938 roku król Włoch Hugo z Arles (wraz z synem-koregentem Lotarem II) przekazał władzę Aleramo. W dokumentach z 934 roku jest także wymieniany Aleramo, ale to prawdopodobnie inna osoba. W nieznanym momencie po tej dacie najstarszy syn Wilhelm II został jego koregentem. Z pewnością Wilhelma nie było wśród żywych, gdy jego młodszy brat Otto I w 967 roku objął władzę jako koregent lub samodzielnie. Między 967 a 991 rokiem nie jest jasne, czy Aleramo jeszcze rządził czy już nie żył. W 991 roku u władzy był już syn Otto, Wilhelm III.
W 958 roku tytuł markizowski potwierdził nowy król Włoch Berengar II z Ivrei, którego córkę poślubił. Jednakże już 3 lata później sprzymierzył się z cesarzem Ottonem I Wielkim, który nadał mu tereny Langhe (obecne pogranicze Cuneo i Asti) oraz od Tanaro i Orba aż po Morze Liguryjskie. Tereny te zostały przekazane z inicjatywy drugiej żony cesarza, św. Adelajdzie Burugundzkiej.

## Małżeństwo i potomstwo
Po raz pierwszy ożenił się z nieznaną kobietą, z którą doczekał się trójki dzieci:
- Wilhelma II (zm. przed 967), koregenta ojca;
- Otto I (zm. przed 991), koregenta lub następcy ojca;
- Anzelm (zm. 999/1014), markiza Vasto i Saluzzo.

Po raz drugi ożenił się przed 961 z Gilbergą, córką Berengara II z Ivrei i jego żony Willi z Arles. Nie doczekali się dzieci.